# Psiguria
Psiguria là một chi thực vật có hoa trong họ Cucurbitaceae.

## Hình ảnh

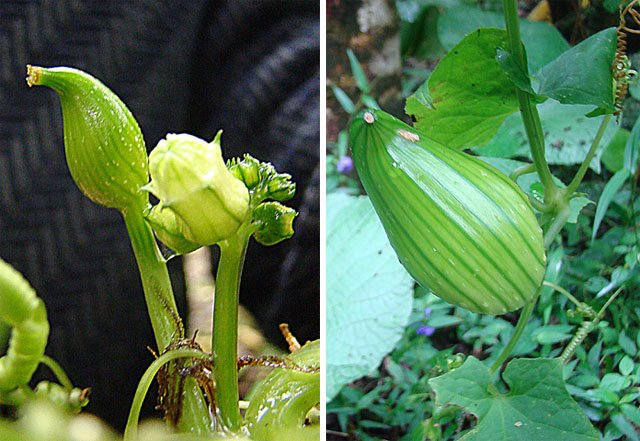
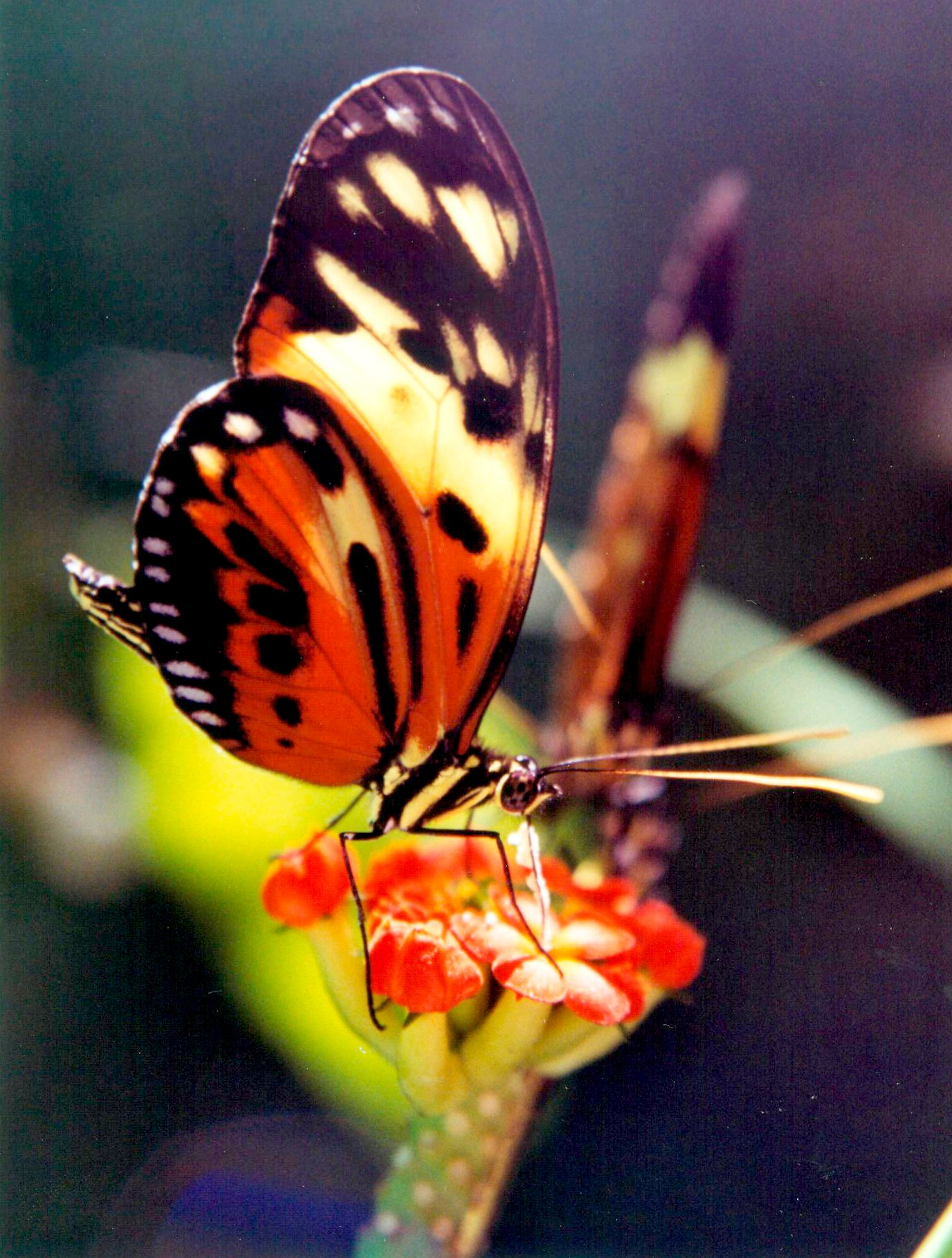

## Loài
Chi Psiguria gồm các loài: